# 罗伯特·施罗德 (足球裁判)
罗伯特·施罗德（德語：Robert Schröder，1985年9月14日—）是一位德国足球裁判，现代表汉诺威蓝色奇迹执法。他自2018-19赛季起入选德甲联赛裁判名单。

## 生平
施罗德出生于汉诺威。他在完成体育学的职业培训后，目前在设于汉诺威的DFB有限公司担任技术支持。
施罗德代表隶属于下萨克森足球协会的汉诺威蓝色奇迹（SG Blaues Wunder Hannover）吹哨，并自2013年起获得德国足球总会的裁判资格。他在职业足球领域担任的首场执法是在2013年8月17日，即2013-14赛季德丙首轮，由雅恩雷根斯堡对阵开姆尼茨的比赛。他自2015-16赛季起获得德乙联赛的执法权，并于2015年8月14日在帕德博恩07对阵桑德豪森的比赛中首次亮相。他在2015-16赛季还首次参与了德国足协杯的执法，首场比赛是2015年8月8日第一轮由格罗伊特菲尔特对阵厄尔士山奥厄的比赛。
2018年5月29日，德国足总宣布自2018-19赛季，施罗德将连同丹尼尔·施拉格一同入选德甲联赛裁判名单。